# Santuario di Nostra Signora della Guardia (Varazze)
Il santuario di Nostra Signora della Guardia è un edificio religioso sito sul monte Grosso, in prossimità della frazione di Casanova, a Varazze in provincia di Savona. Il piccolo santuario sorge a circa 405 metri s.l.m.

## Storia e descrizione
Il complesso di edifici è formato da una chiesa dotata di campanile, un'unità abitativa unita al presbiterio e da una piccola cappella votiva costruita nel 1925, poco distante. 
L'edificio religioso principale, risalente al 1864, è costituito da un'unica navata con volta a botte a sesto ribassato e presbiterio quadrato. L'interno è privo di decorazioni pittoriche, l'altare è in pietra e calce e dietro di esso, in una nicchia del muro, trova posto una statua in gesso di Nostra Signora della Guardia. All'interno della chiesa è conservata anche una seconda statua simile in legno. La chiesa fu voluta da marchesi Fabio Ivrea e Maria Teresa d'Agliano, quale sepolcro di famiglia. Dal sagrato si può ammirare un panorama non solo di Varazze, ma di gran parte dell'arco ligure. Da qui si dipartono diversi sentieri escursionistici di un certo interesse naturalistico. 
Dietro la chiesa, a circa 100 metri, sorge la cappella . Dotata di un piccolo altare e di una volta a botte dipinta, è anch'essa dedicata a Nostra Signora della Guardia. Nel muro posteriore è inglobata la targa che ricorda come nel 1861 fosse stato eretto su quel luogo un pilone dedicato alla Madonna e benedetto nel successivo 1862. Il santuario è collegato visivamente con la chiesa di Nostra Signora della Croce che sorge sul limite occidentale della valle del Teiro.
Il complesso è proprietà dei marchesi di Invrea e il 29 agosto viene festeggiata la Madonna con una festa popolare a cui partecipano anche i proprietari.
Fu visitata sul finire del XIX secolo dal cardinale Giacomo Della Chiesa, divenuto poi pontefice con il nome di Benedetto XV.
Per raggiungere il santuario da Varazze si usufruisce di una mulattiera privata ad esclusivo passaggio pedonale lunga 3 km, che si snoda tra i pinastri. L'area boschiva è stata più volte devastata da incendi dolosi, gli ultimi nel 1996 e il 10 settembre 2001.
Nelle giornate limpide è possibile vedere l'arco ligure di levante fino alla Spezia mentre a ponente lo sguardo si spinge "solo" fino a capo Noli poco dopo Savona.

## Galleria d'immagini

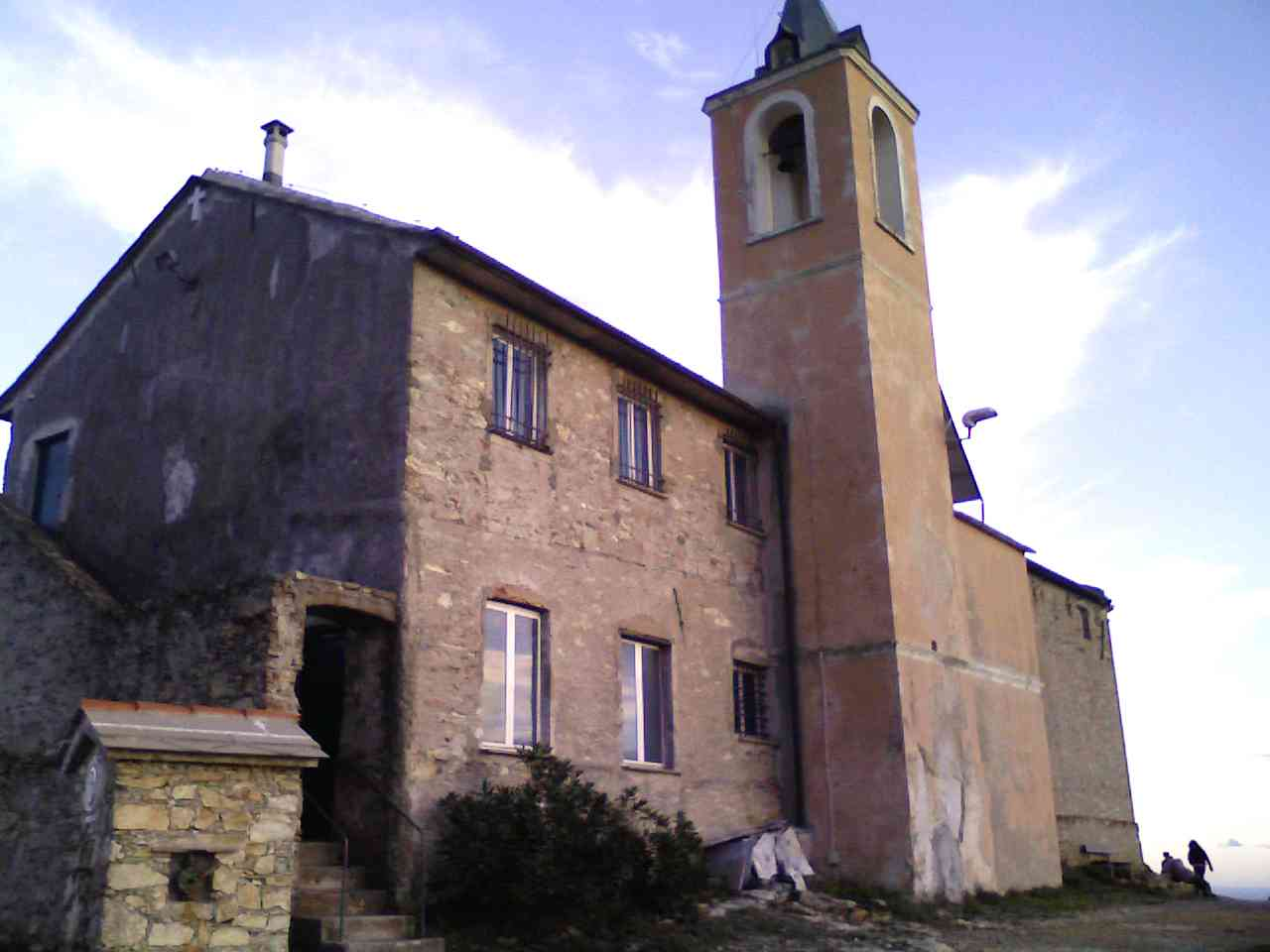
Lato occidentale del santuario
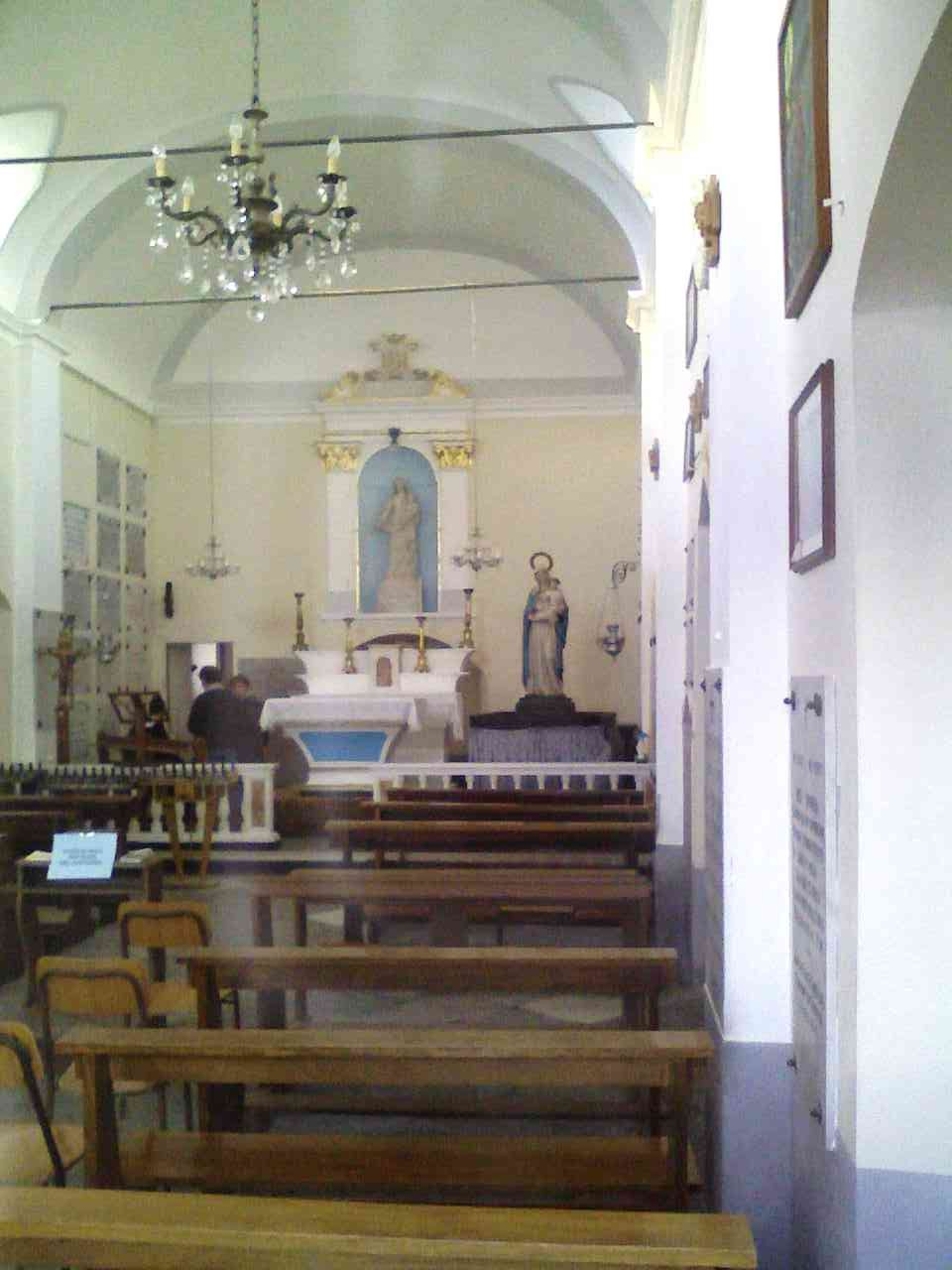
Interno della chiesa
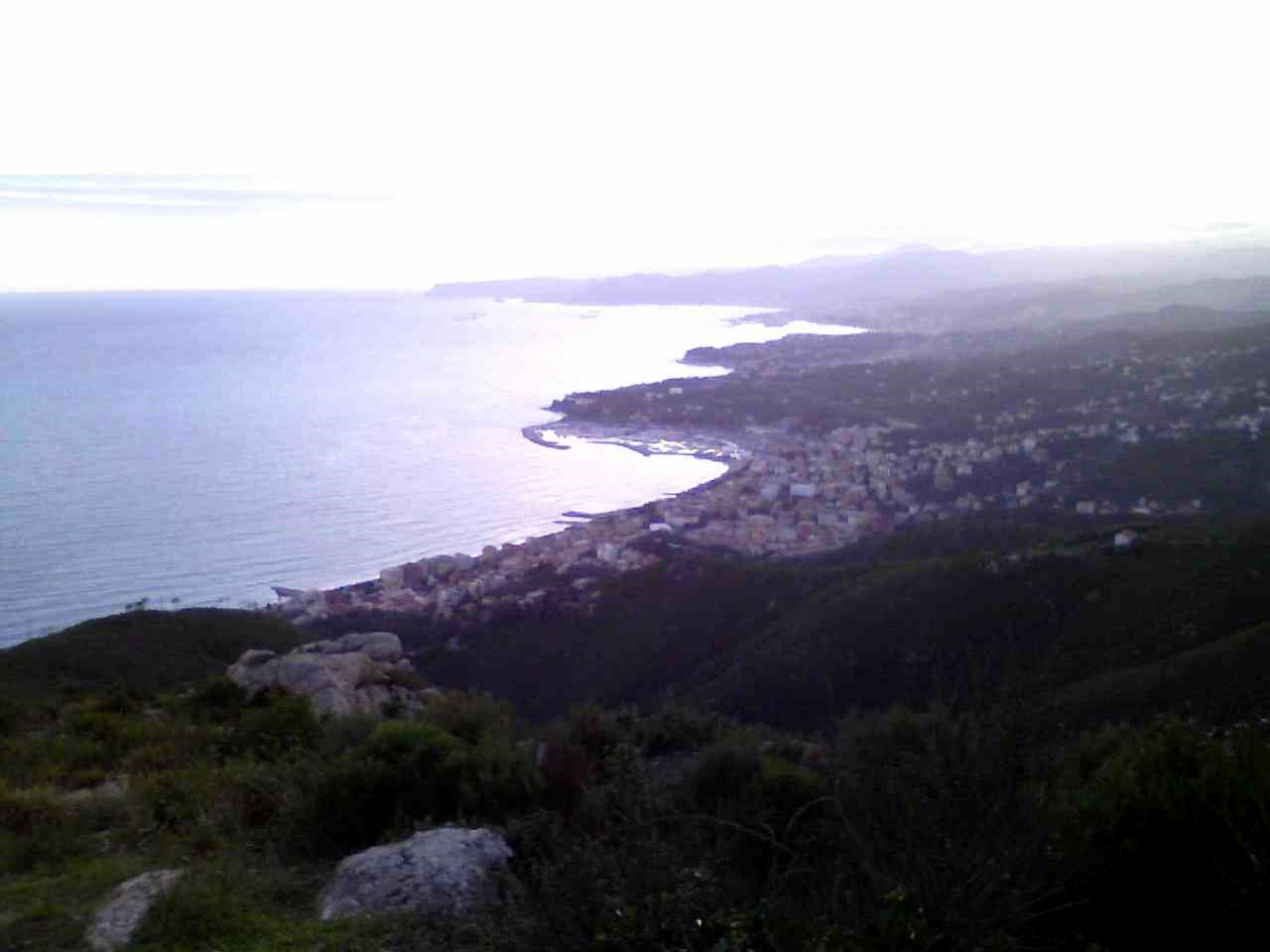
Panorama verso ovest
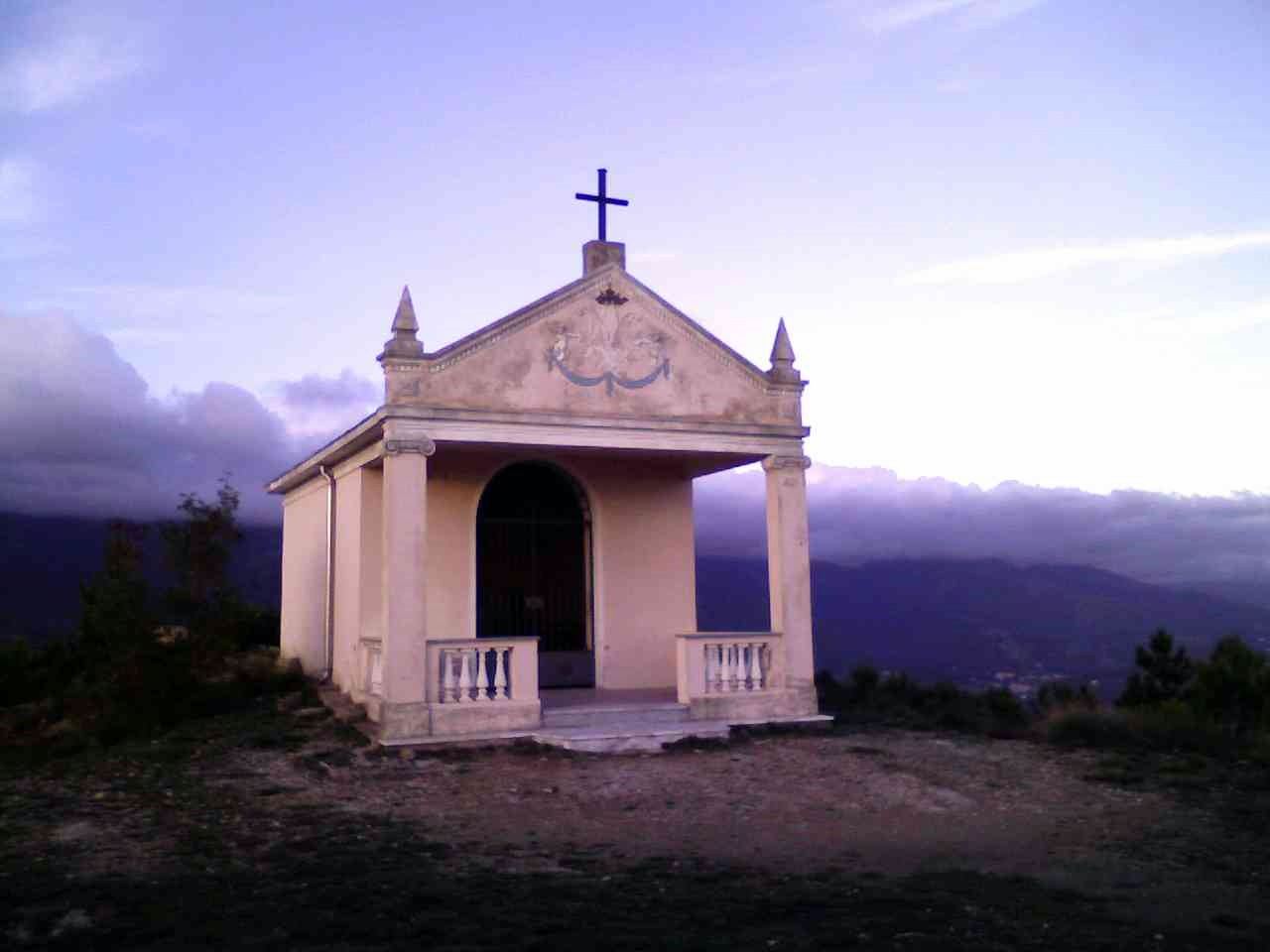
La cappella

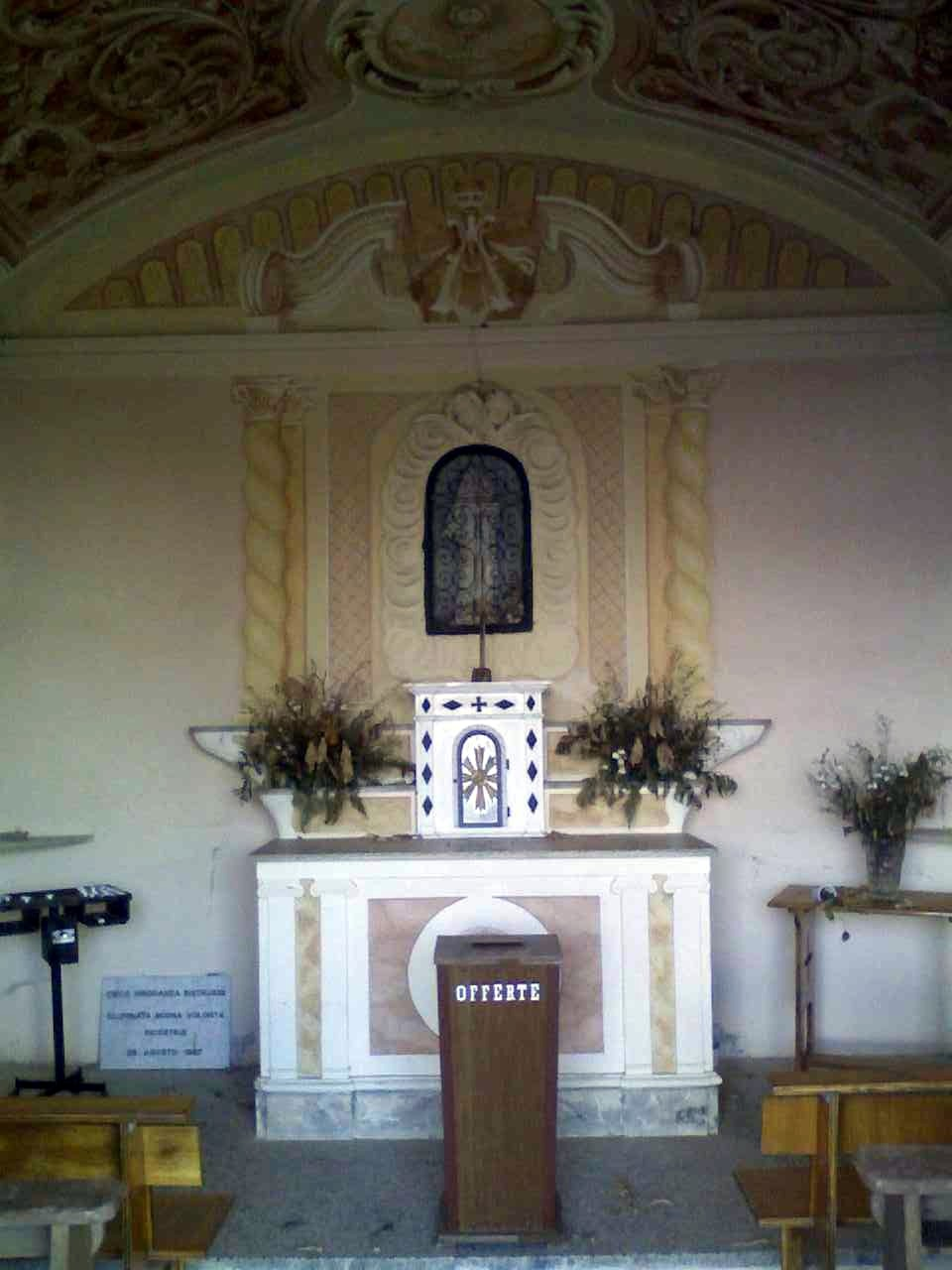
L'interno della cappella
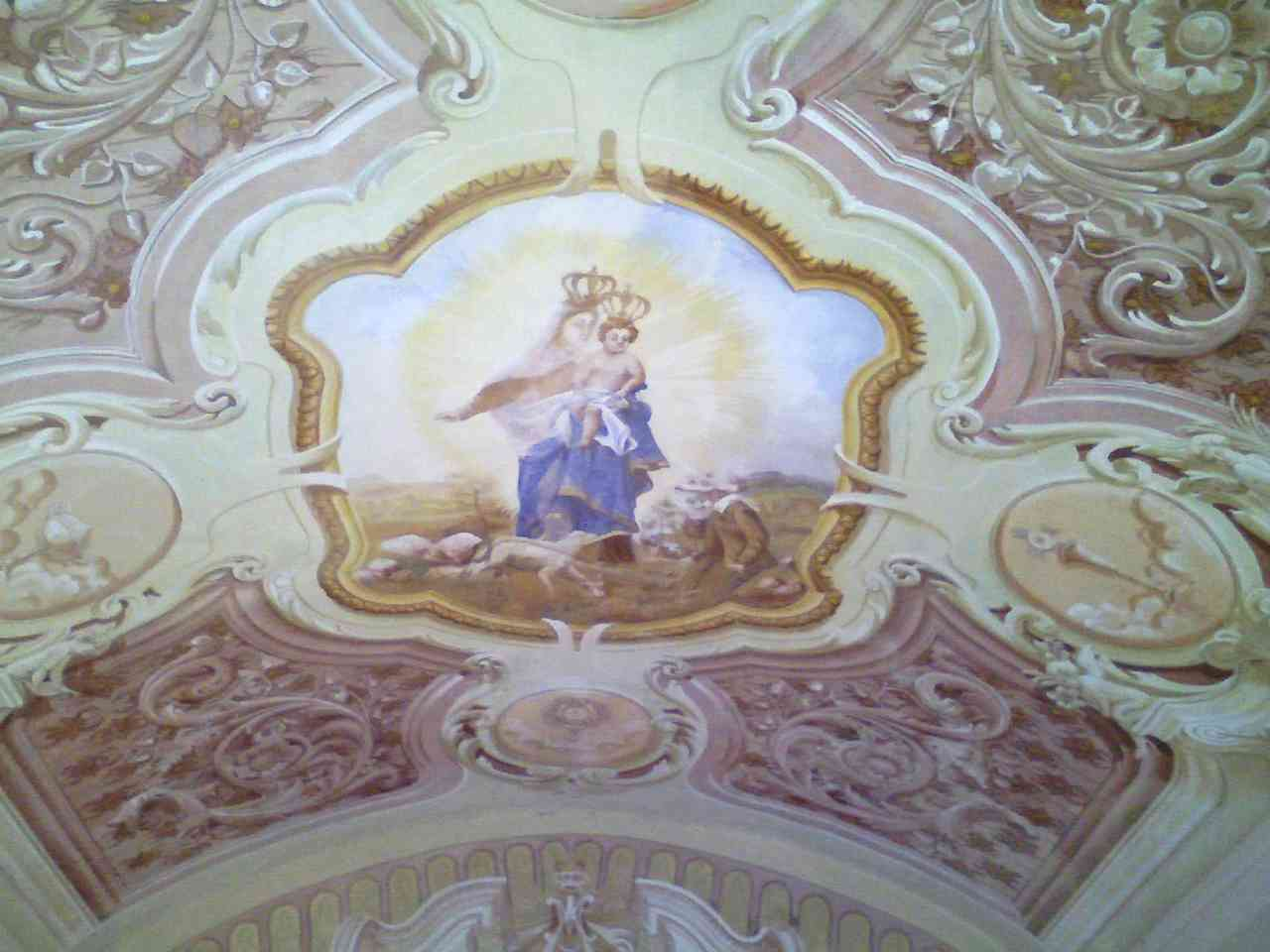
Dipinto sulla volta della cappella
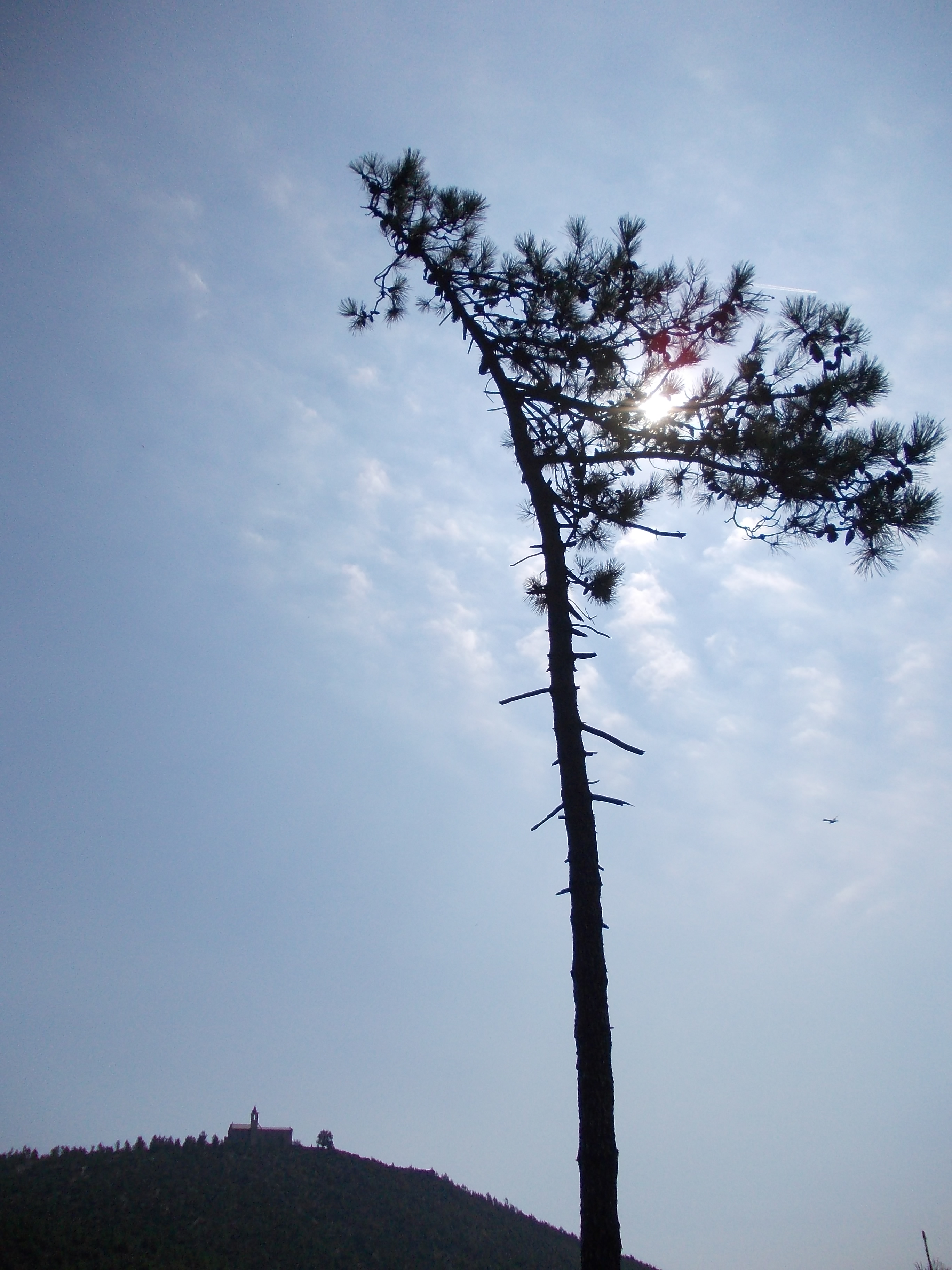
Un pinastro sopravvissuto all'incendio del 2001
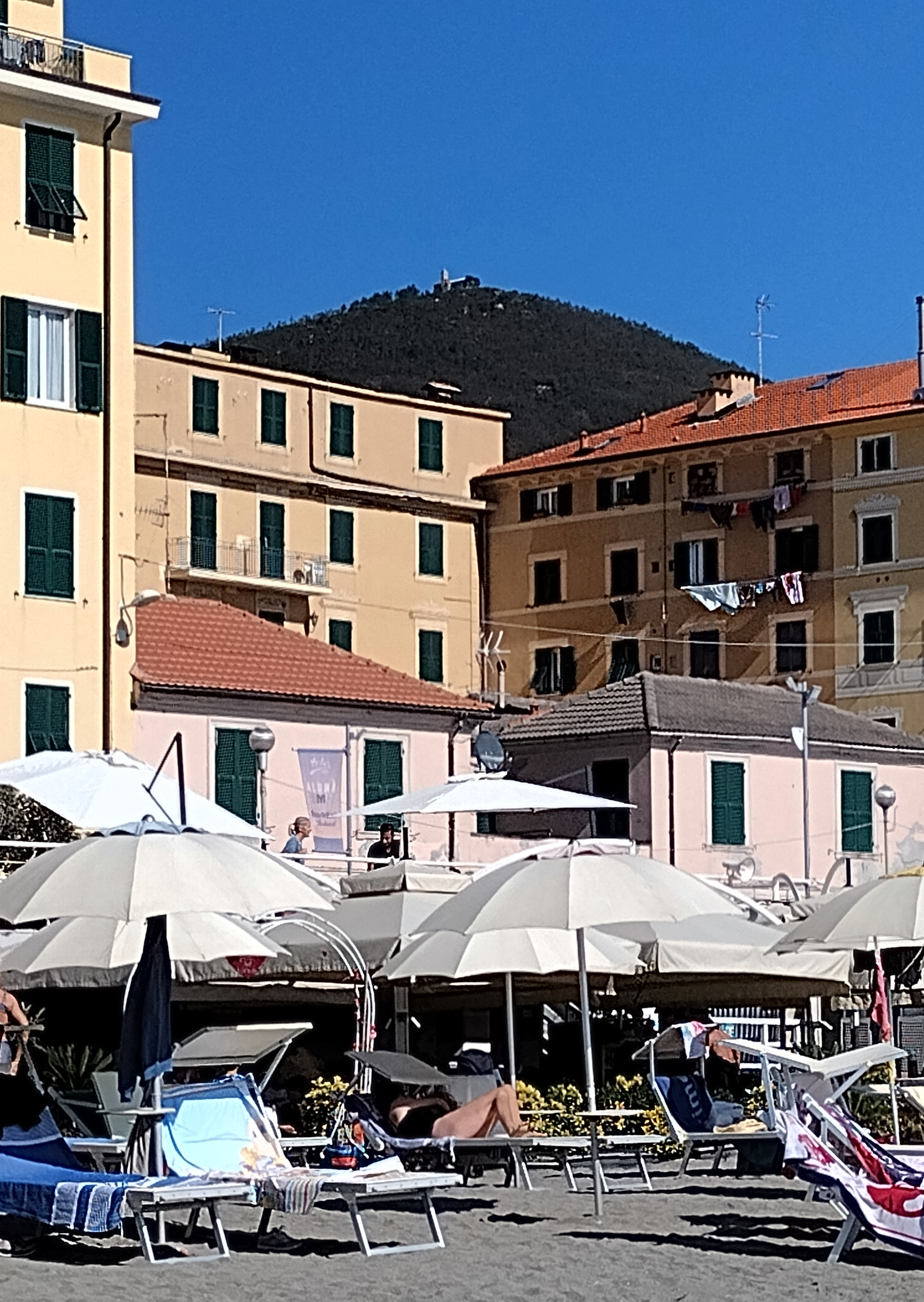
Il Monte Grosso con il santuario visti dalla spieggia di Varazze